# Publius Ovidius Naso
Publius Ovidius Naso (20. března 43 př. n. l. Sulmona – 17 n. l. / 18 n. l. Tomis, dnešní Konstanca na pobřeží Černého moře v Rumunsku) byl římský, latinsky píšící básník. Proslavil se především díly Proměny a Umění milovat.

## Život

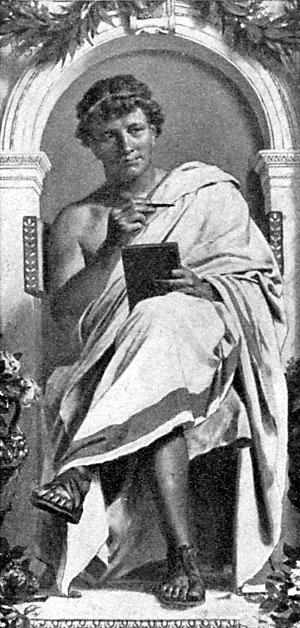
Ovidius, ilustrace z 19. století

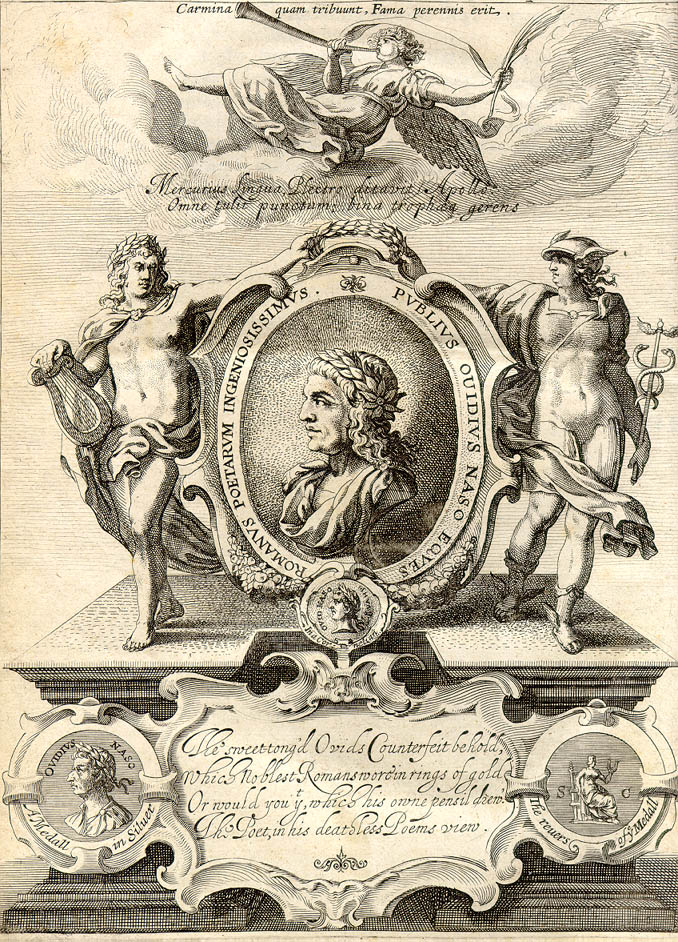
Dřevoryt k vydání Proměn z roku 1632

Ovidius pocházel z bohatého rodu, který patřil k jezdeckému stavu. Velmi brzy byl poslán na studia do Říma, kde studoval na přání svého otce právo a rétoriku. Studia však zanedbával a projevoval se spíše jako básník. Po ukončení studia v Římě byl poslán do řeckých Athén, kde ve studiu pokračoval a následně cestoval po Malé Asii a prošel též Sicílii. Po návratu do Říma krátce zastával několik nižších úřadů, ale pak, zhruba v letech 29–25 př. n. l., se vzdal veřejné práce a věnoval se pouze literatuře, ke zjevné nelibosti svého otce. K jeho přátelům a spolupracovníkům v Římě patřili Albius Tibullus, Quintus Horatius Flaccus nebo Sextus Propertius. Jeho mecenášem byl Marcus Valerius Messalla Corvinus. Třikrát se oženil, potřetí s příbuznou císaře Augusta.
Roku 8 Augustus vydal rozkaz, aby Ovidius opustil Řím a usídlil se ve městě Thomis, jež leží v dnešním Rumunsku a nazývá se v současnosti Konstanca. Své vyhnanství nesl velmi těžce – prosil Augusta (později i Tiberia), aby mu byla udělena milost nebo aby byl poslán do nějakého příznivějšího místa (o to ho prosil nejen v dopisech, ale i ve svých básních). Tyto prosby nebyly vyslyšeny a nebylo mu splněno dokonce ani přání, aby byl pohřben v Římě. Proč byl poslán do vyhnanství, není známo. Soudí se, že se pravděpodobně stal spolupachatelem cizoložství Augustovy vnučky Julie, která byla z Říma vyhnána ve stejné době jako Ovidius. Logiku by to dávalo i vzhledem k tomu, že Augustus byl velkým zastáncem monogamie a vydal k jejímu posílení speciální zákon, který cizoložství trestal tvrději než dříve. Prakticky jisté je, že se nejednalo o politický čin, ale o něco v souvislosti s Augustovou rodinou. Často se jako možný důvod vyhnání udává, že svými knihami Ars amatoria narušil mravní výchovu mládeže (naznačuje to i sám Ovidius). To možná byla záminka, ale rozhodně ne důvod (tyto knihy byly v době jeho vyhnání vydány již 7 let). Šlo o mírnější formu vyhnanství, která nezahrnovala konfiskaci majetku ani ztrátu občanství. Jeho manželka směla zůstat v Římě, kde za něj marně orodovala, nejprve u svého příbuzného Augusta a posléze i u jeho nástupce Tiberia. Existují i teorie, že Ovidius ve vyhnanství nikdy nebyl a celá peripetie je jeho básnickou fantazií, avšak hlavní proud literární vědy takové názory většinově odmítá.
Většinu detailů jeho životopisu historici čerpají z jeho autobiografické básně Tristia (Bolest). Psal o něm též Seneca starší a Marcus Fabius Quintilianus. Dante Ovidia učinil literárním hrdinou svého Pekla. Ovidiovy milostné básně budily vášně ještě na počátku novověku – například v roce 1599 je arcibiskup z Canterbury a londýnský biskup nařídili spálit.

## Dílo
Ovidius byl velmi nadaný básník, psal lehce a plynule, jeho básně obsahují nečekané obraty a jsou velmi čtivé, proto dosáhl již za svého života značné popularity. Po jeho odchodu do vyhnanství byly jeho knihy staženy z veřejných knihoven po celé říši, ale přesto se dále hrály v divadlech a různí řečníci je předčítali lidu atp. Ovidius zjemnil a i jinak vylepšil nejen daktylský hexametr, ale i pentametr.

### Prvotiny
- Médea, tragická báseň, nezachovala se.
- Epistulae či Heroides (Listy heroin, česky 1971), jedná se o fiktivní dopisy, které píší ženy herojské doby manželům a milencům (dopisy I–XV), a dvojice dopisů mezi mužem a ženou (dopisy XVI–XXII). Dopisující si postavy jsou, s výjimkou básnířky Sapfó, mytologické.
- Amorum libri (Lásky, česky 1925), vydané kolem r. 14 př. n. l. v pěti knihách, zachovaly se nám až v podobě 2. vydání z roku 2 př. n. l., kdy obsahovaly pouze tři knihy. Obsahují 49 erotických elegií, které popisují Ovidiův milostný život, jehož středem je Corinna, o které se nic neví.
- Ars amatoria, (Umění milovat, česky 1922), 3 knihy ve kterých jsou rady mládeži, jak získat a udržet lásku. Popisuje zde mj. i prostředky proti lásce a rady při líčení. Toto dílo je vrcholem jeho erotické poezie a lze říci, že je (i v historii literatury) poměrně jedinečné a v této formě i ojedinělé.
- Remedia amoris (Jak léčit lásku, česky 1924)

### Střední věk (do vyhnanství)
- Metamorphoseon libri či Metamorphoses (Proměny, česky 1974), 15 knih, jedná se o jeho hlavní dílo. Je to epická báseň psaná v hexametrech. Obsahuje celou řadu mýtů (asi 250) popisujících různé proměny podoby. Své dílo začíná na začátku světa a končí proměnou Caesara v kometu. Čerpal z řeckých a římských bájí a pověstí.
- Fasti (Kalendář, česky 1966), 6 knih, složených v elegickém distichu. Jedná se o kalendář, který probírá římské svátky, popisuje obřady s nimi spojené, vysvětluje jejich původ, vypráví pověsti spojené s jednotlivými dny a píše o zvláštnostech na nebi. Při sepisování tohoto díla se opíral především o Varrona. Popsáno je pouze prvních 6 měsíců, pak byl poslán do vyhnanství a dílo již zůstalo nedokončeno.

### Vyhnanství
- Tristia (Žalozpěvy, česky 1966), 5 knih, popisuje, jak zle mu je, a prosí o zlepšení této situace.
- Epistulae ex Ponto (Listy z Pontu, česky 1966), 4 knihy, popisuje, jak zle mu je, a prosí o zlepšení této situace.
- Halieutica, báseň o rybách Černého moře – zachovala se malá část.

### Online dostupné překlady
- OVIDIUS. Básně Publia Ovidia Nasona : I. Proměny : zpěv I-VII.. Překlad Jan Červenka. Praha: A. Storch syn, 1885. Dostupné online.
- OVIDIUS. Básně Publia Ovidia Nasona : II. Proměny : zpěv VIII-XV.. Překlad Jan Červenka. Praha: A. Storch syn, 1895. Dostupné online.
- OVIDIUS. Fasti. Překlad Antonín Škoda. Praha: Alois Wiesner, 1901. Dostupné online.
- OVIDIUS. Dopisy lásky : Heroides. Překlad Ivan Bureš. Praha: Antonín Kovanda, 1946. Dostupné online.
- OVIDIUS. Lásky : Listy milostné, Umění, Jak Léčiti lásku. Překlad Ivan Bureš. Praha: Státní nakladatelství krásné literatury a umění, 1963. Dostupné online.
- OVIDIUS. Umění milovati : De arte amatoria libri tres. Překlad Ivan Bureš. Praha: Ludvík Bradáč, 1921. Dostupné online.